# Oglasa renilinea
Oglasa renilinea là một loài bướm đêm trong họ Noctuidae.